# Alfredo Vignale
Alfredo Vignale (n. 15 de junio de 1913, Grugliasco, Provincia de Turín - 16 de noviembre de 1969, Turín, Provincia homónima), fue un diseñador, carrocero e industrial automotriz italiano reconocido a nivel mundial por sus trabajos de diseño. Fue fundador de la casa de diseño automotor Carrozzeria Vignale con la cual realizó notables trabajos para distintos fabricantes, en su mayoría de origen italiano.
Discípulo de Battista Farina, trabajó para este carrocero hasta 1948, año en el que decidió emprender su propio camino al fundar su propia casa de diseño.
Además de construir recordados modelos para las marcas Fiat, Cisitalia, Lancia, Ferrari o Maserati, realizó también trabajos para marcas como Aston Martin, Cadillac, Chevrolet o Tatra, en muchos casos sin pasar del estado de prototipos.
Falleció en Turín el 16 de noviembre de 1969, como consecuencia de un accidente de tráfico. Al momento de su muerte, había recibido una oferta por parte del industrial ítalo-argentino Alejandro De Tomaso para adquirir su empresa, la cual se concretó unas semanas después de su muerte. Finalmente, su firma fue traspasada en 1973 a la Ford Motor Company, quienes en 1974 decidieron finalizar sus operaciones.

## Modelos destacados

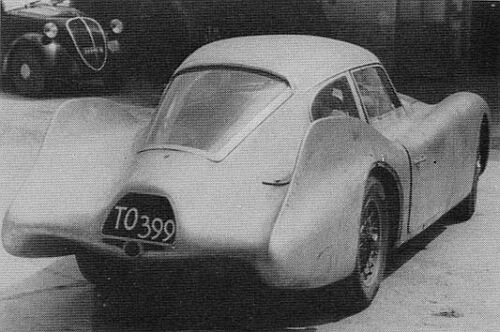
Cisitalia 202 CMM Vignale
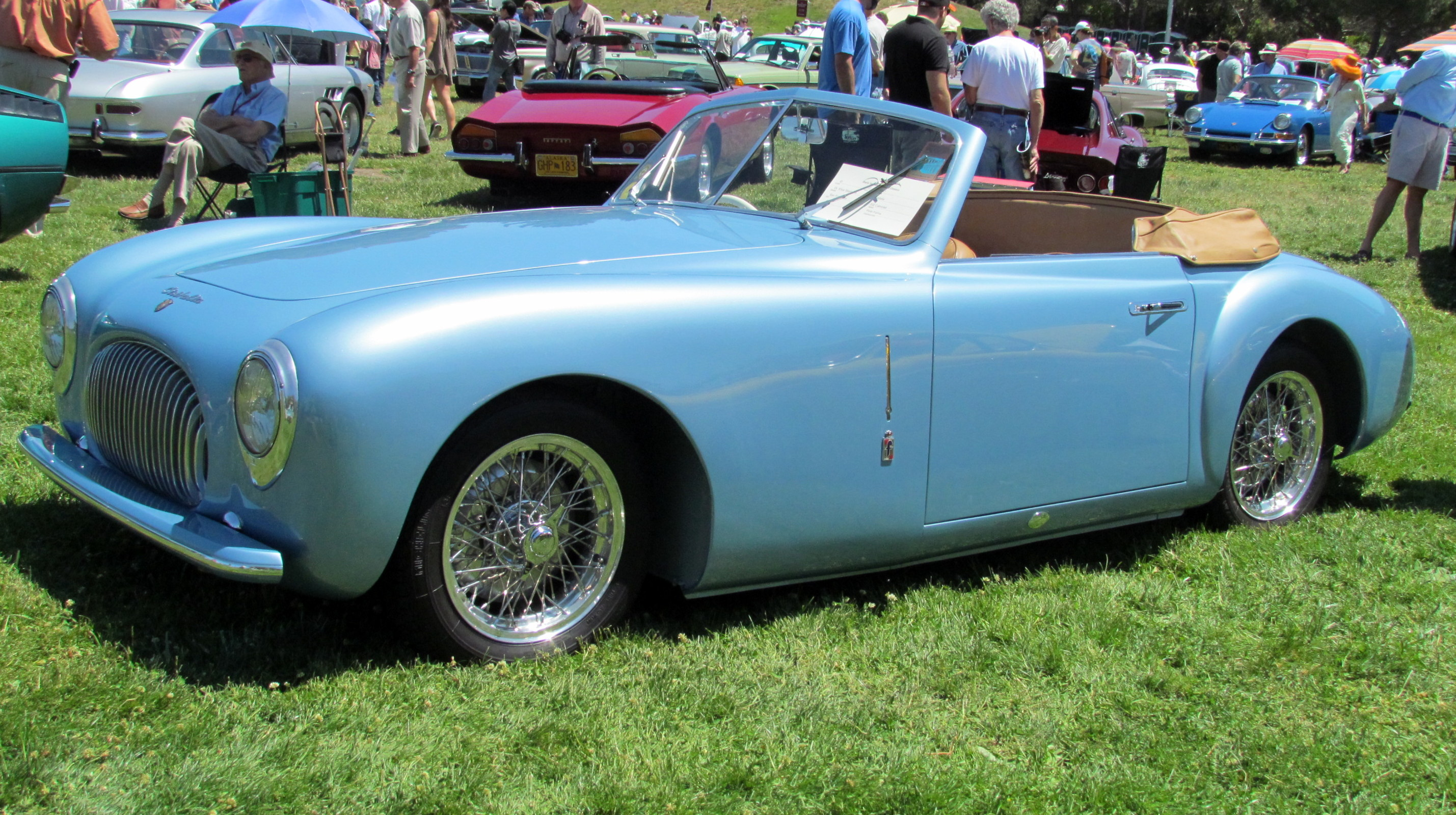
Cisitalia 202 Cabriolet
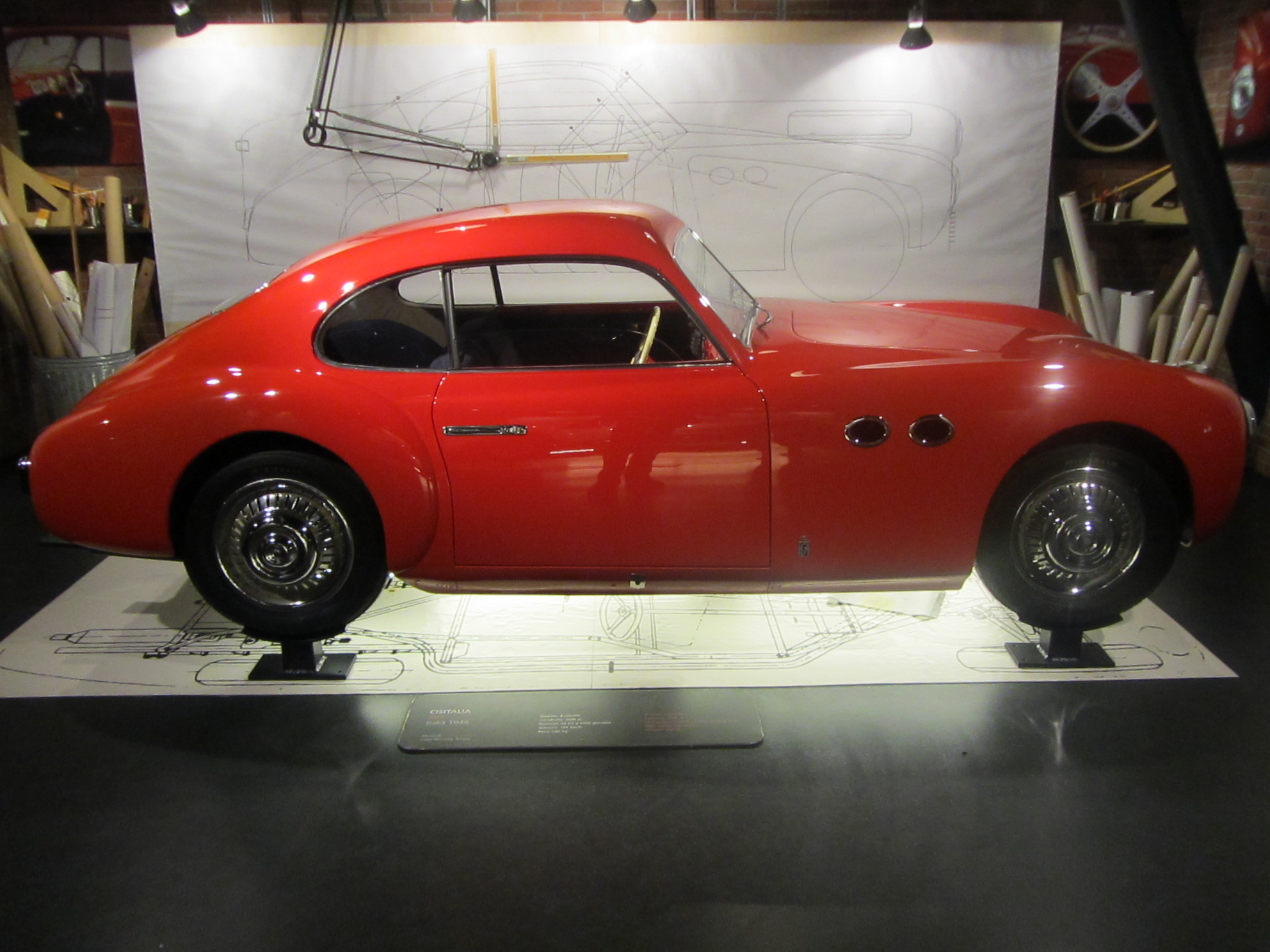
Cisitalia 202 Vignale 1949
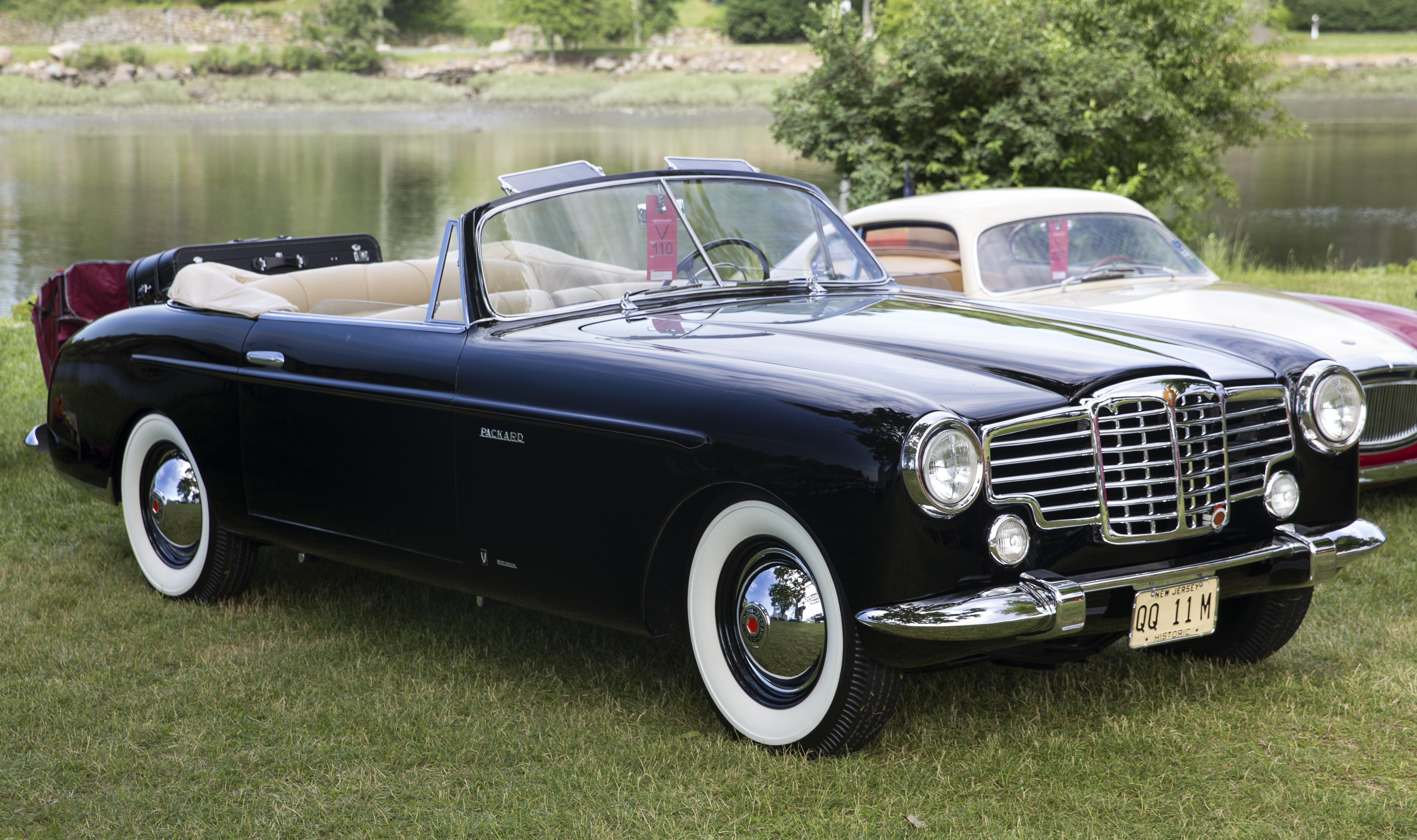
Packard Eight

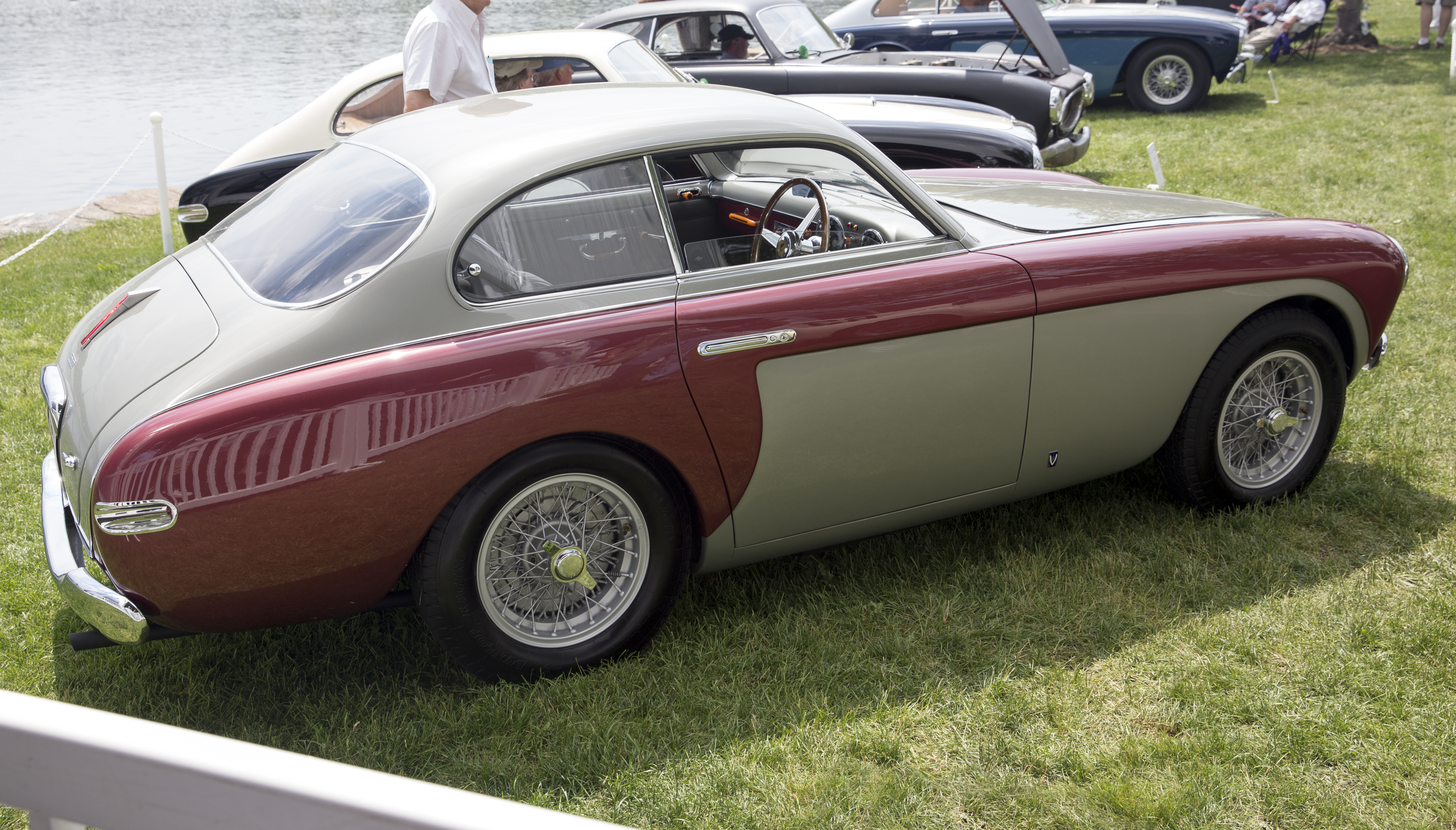
Ferrari 195 Coupé
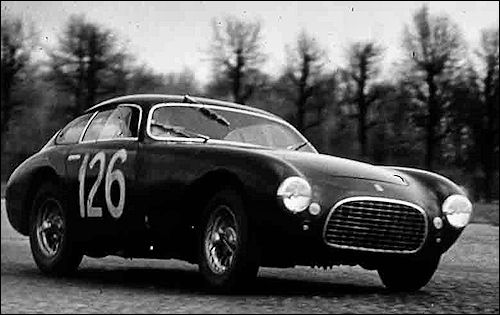
Ferrari 212 MM Vignale
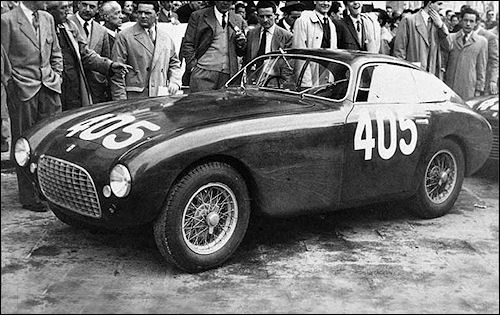
Ferrari 340 América
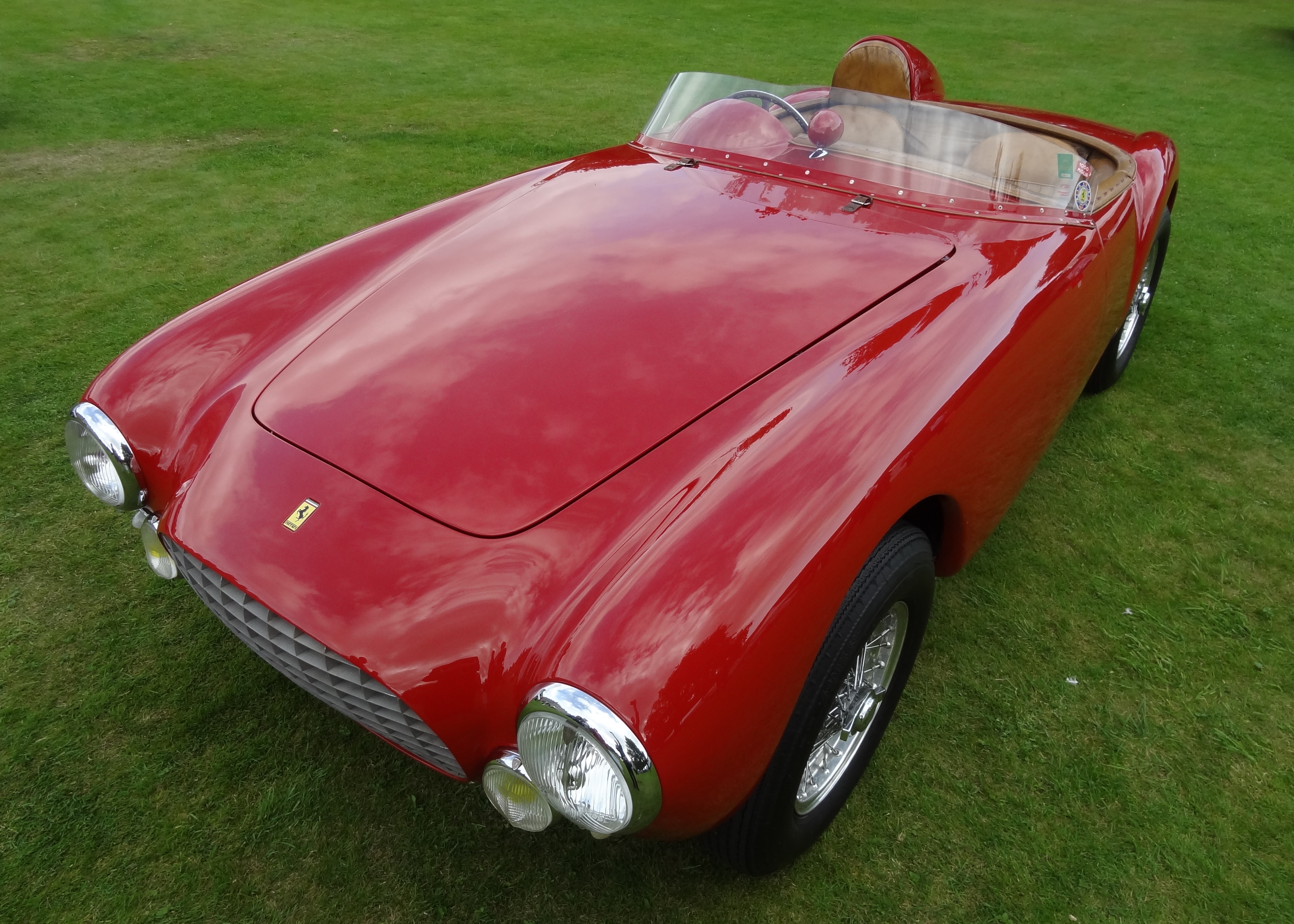
Ferrari 212 Export Barchetta

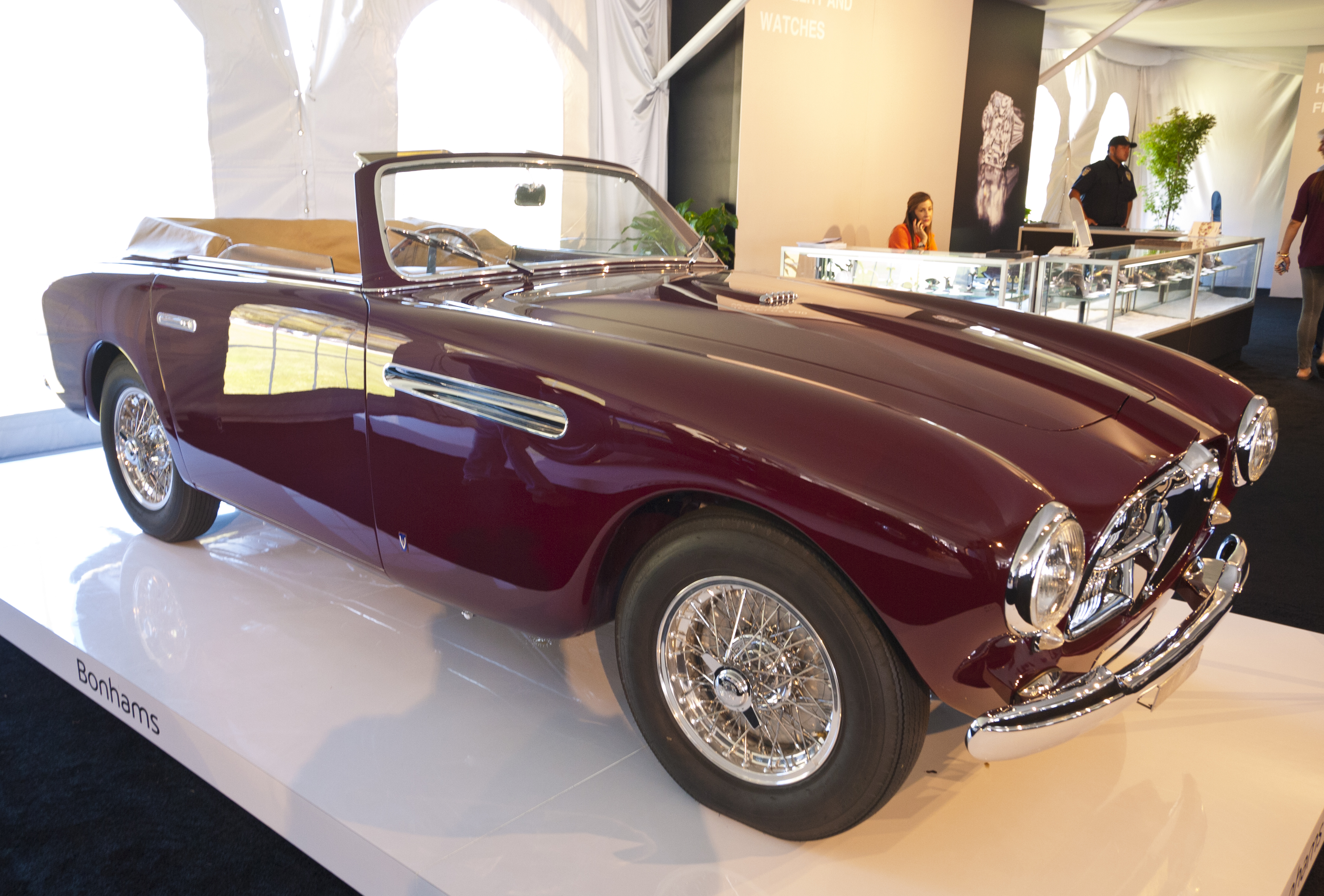
Ferrari 212 Inter Convertible
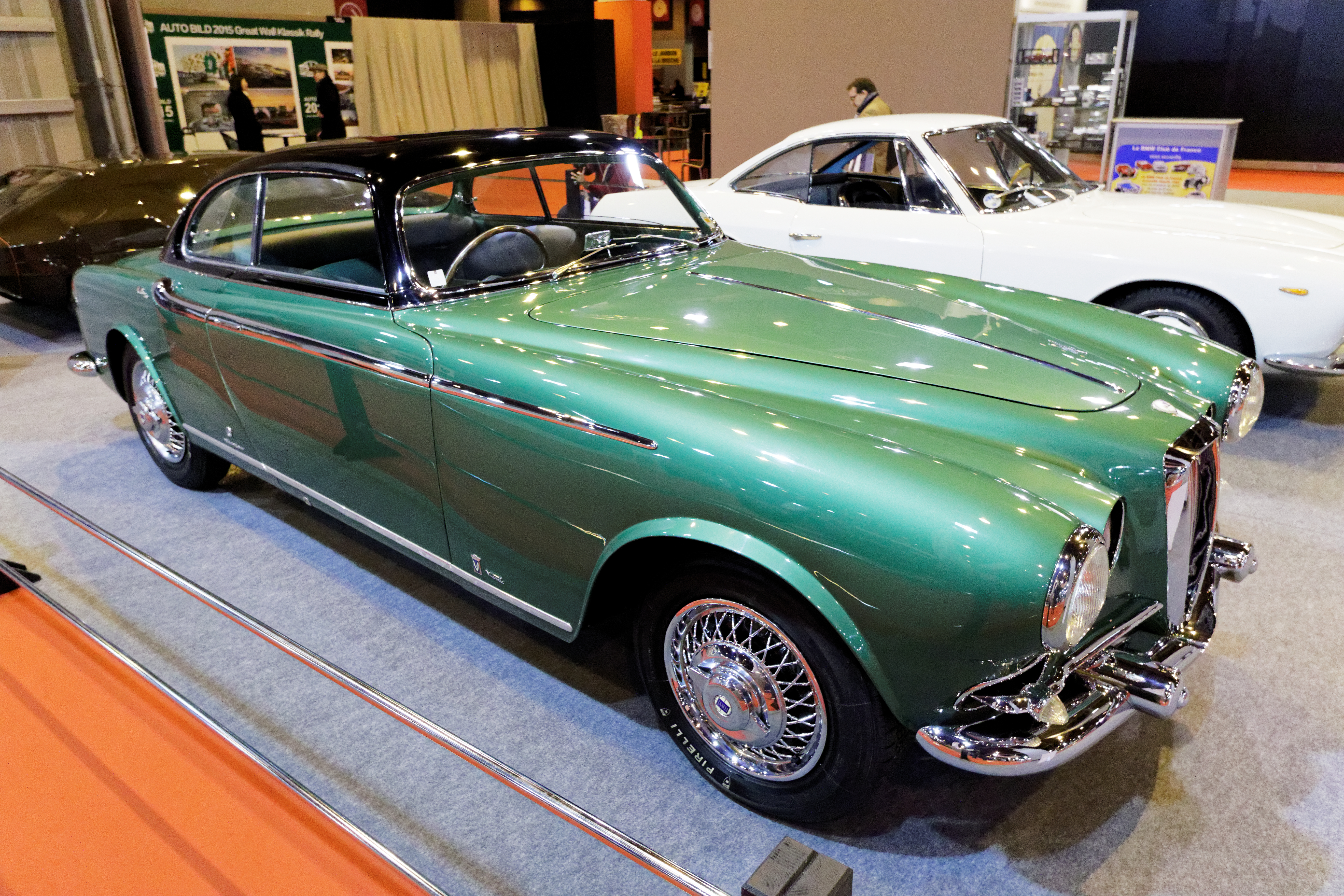
Lancia Aurelia B52
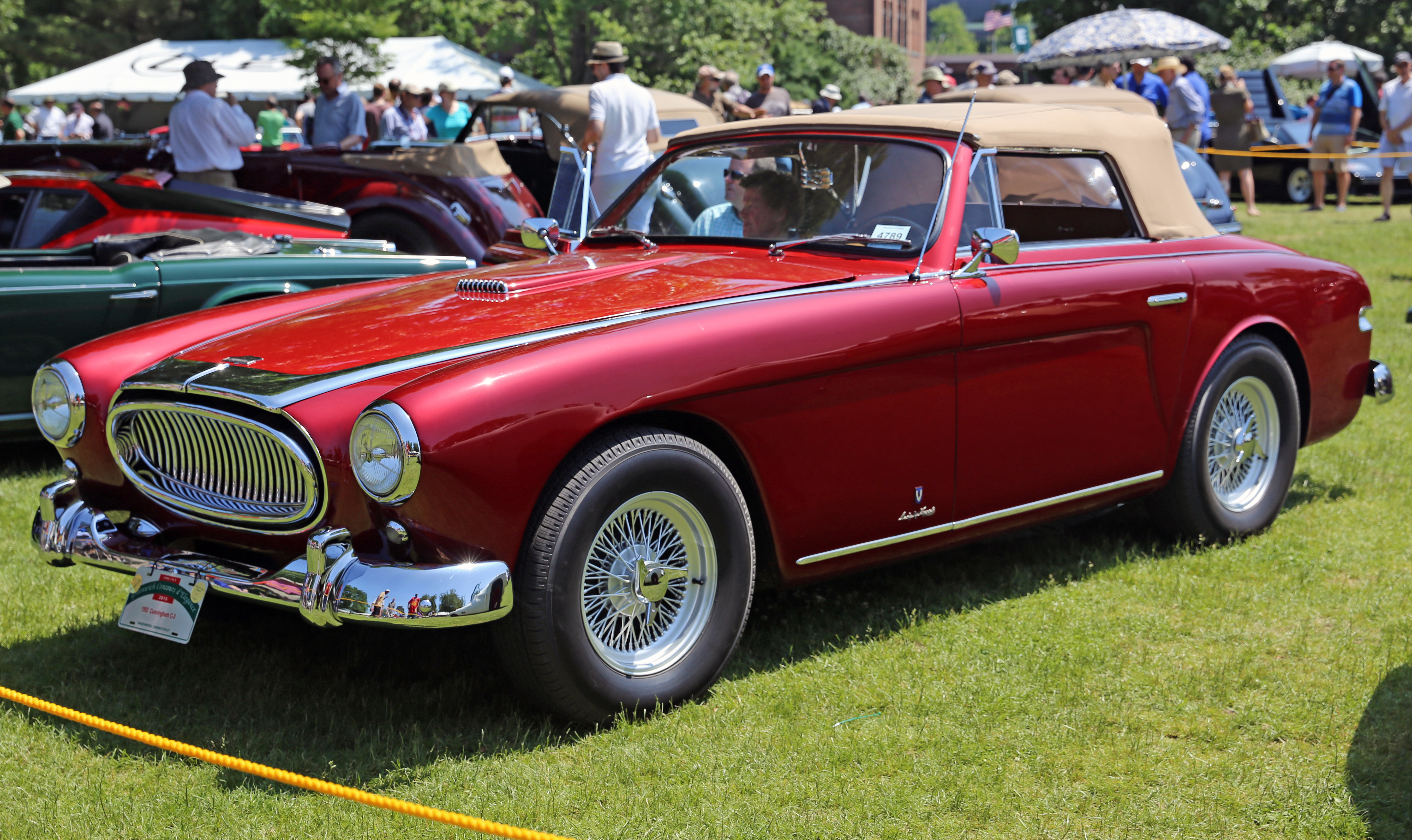
Cunningham C3 Cabriolet
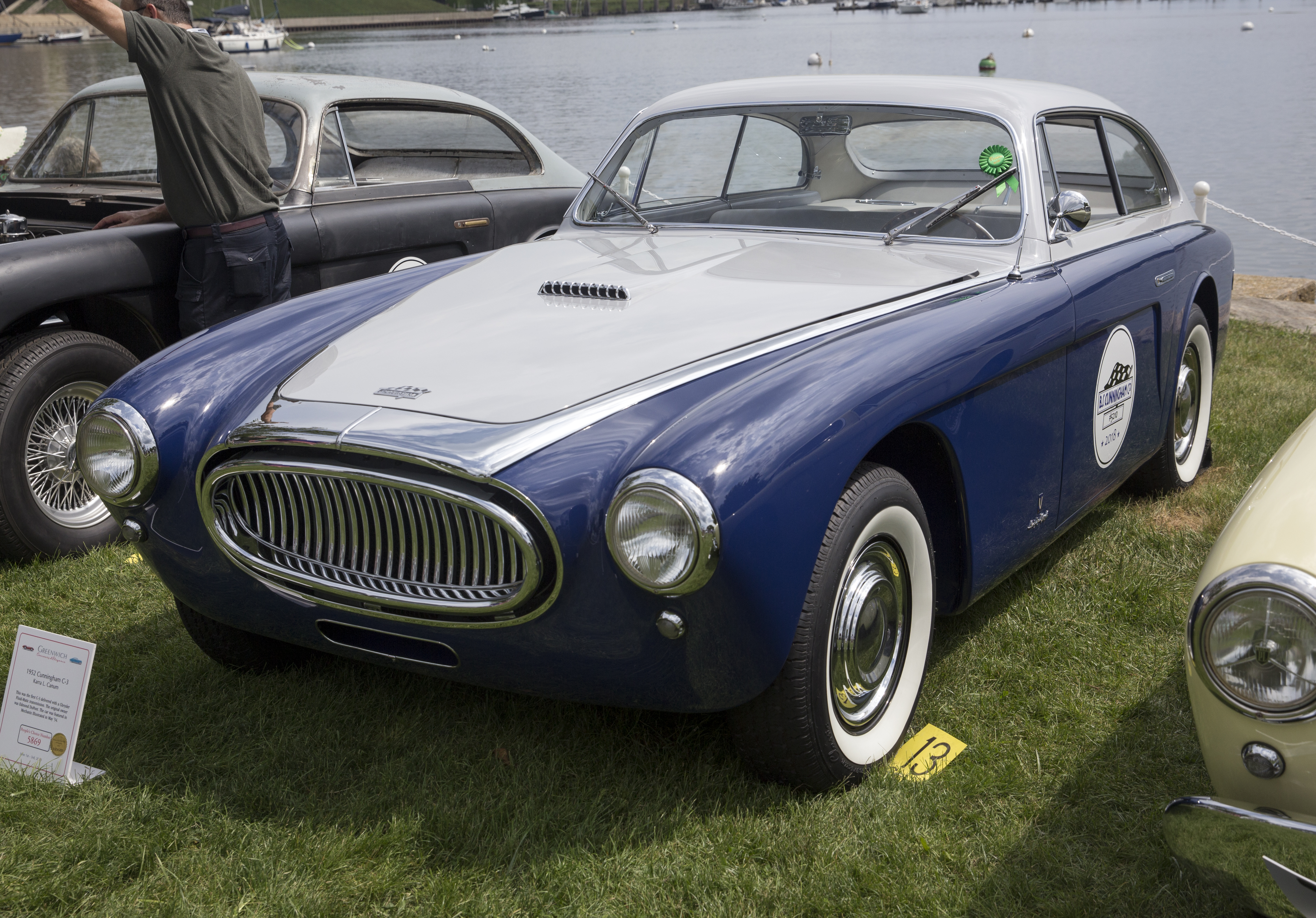
Cunningham C3 Coupé

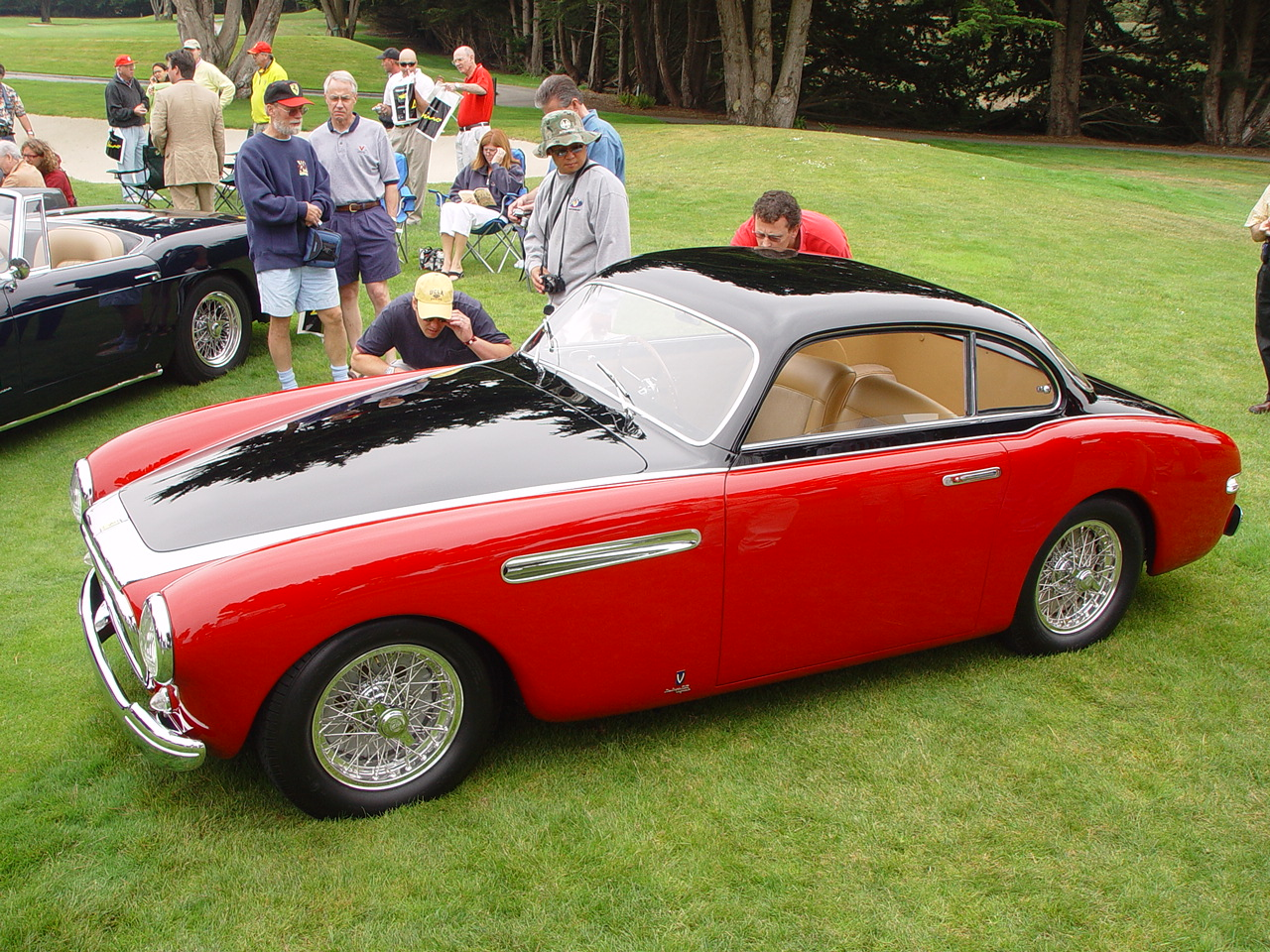
Ferrari 212 Inter Berlinetta
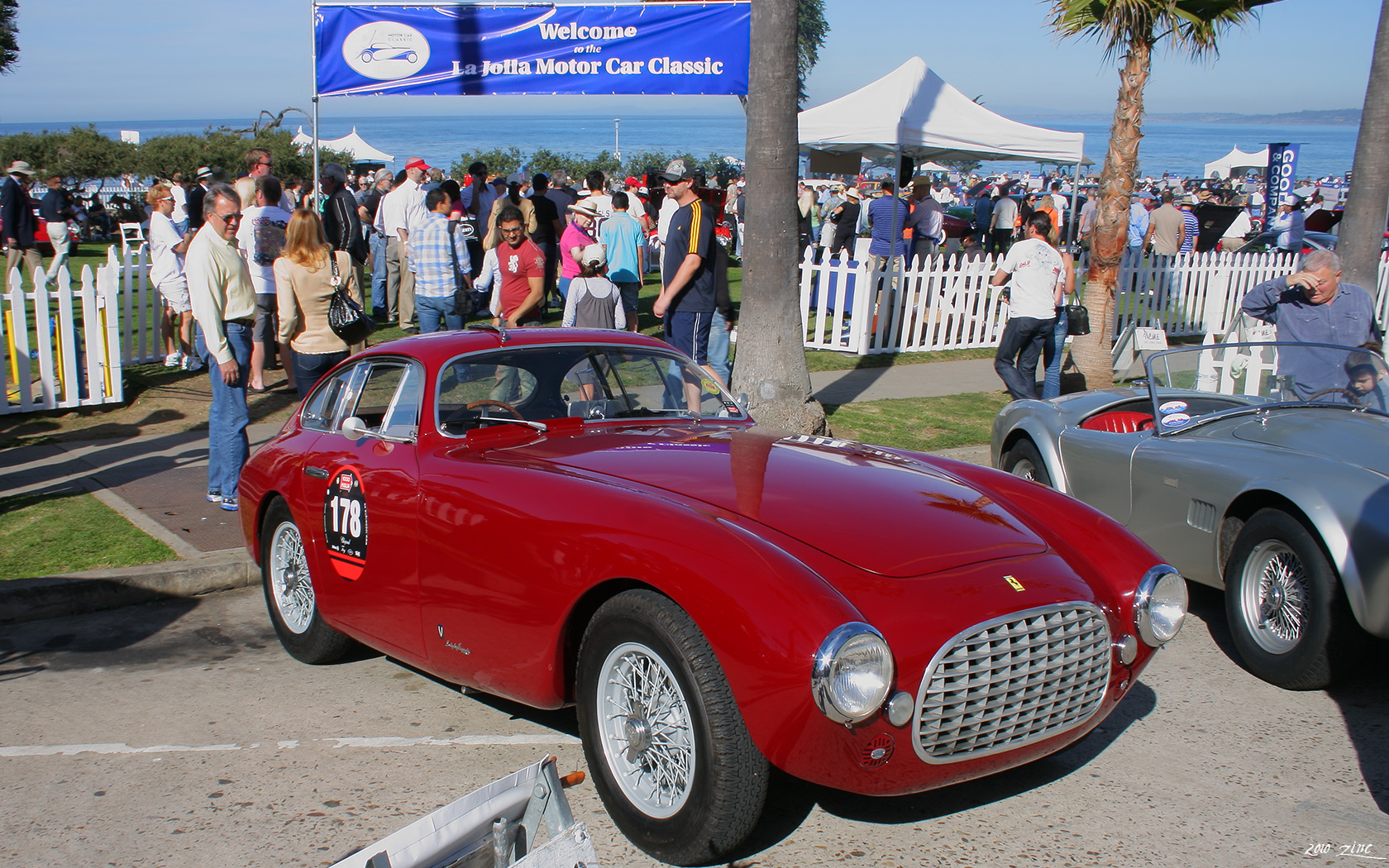
Ferrari 225 Coupé
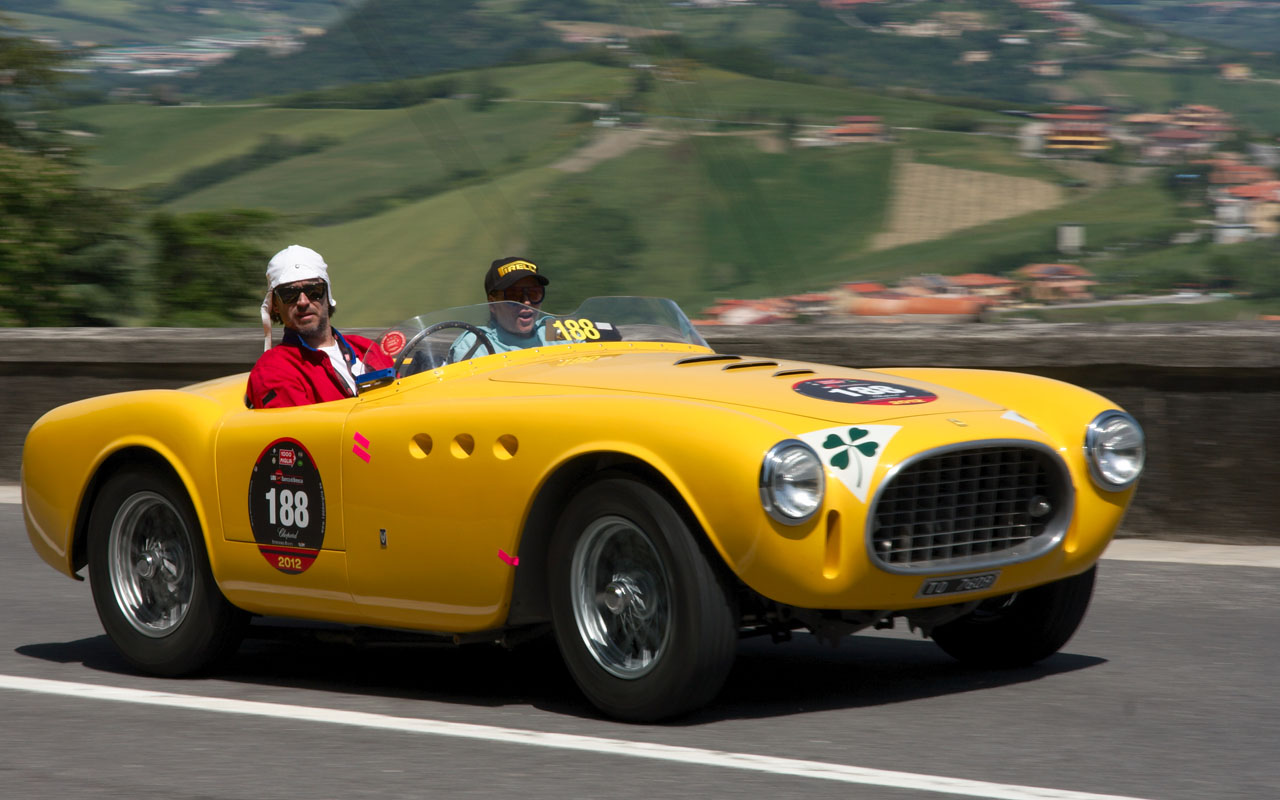
Ferrari 225 S Vignale
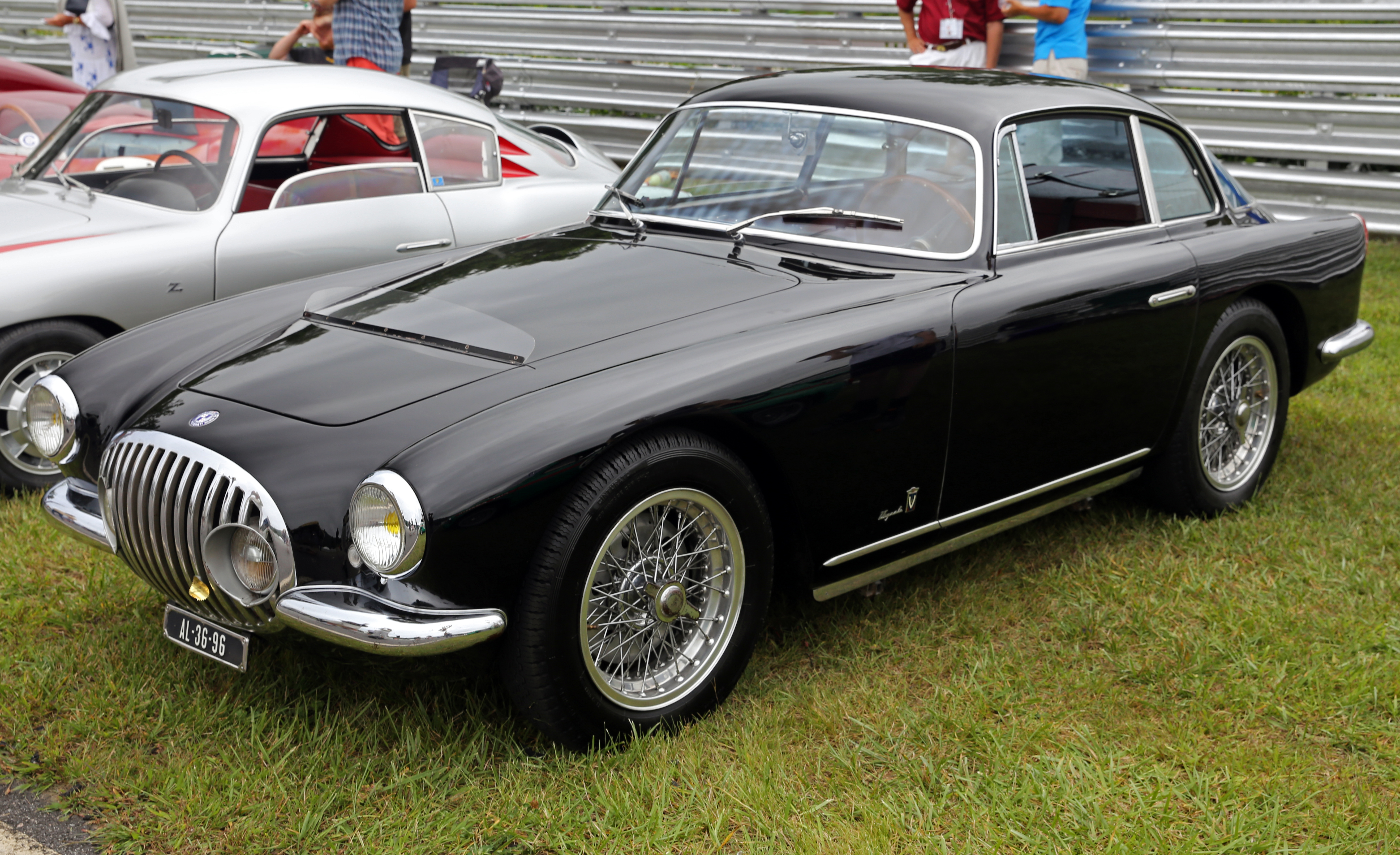
OSCA MT4 Coupé Vignale

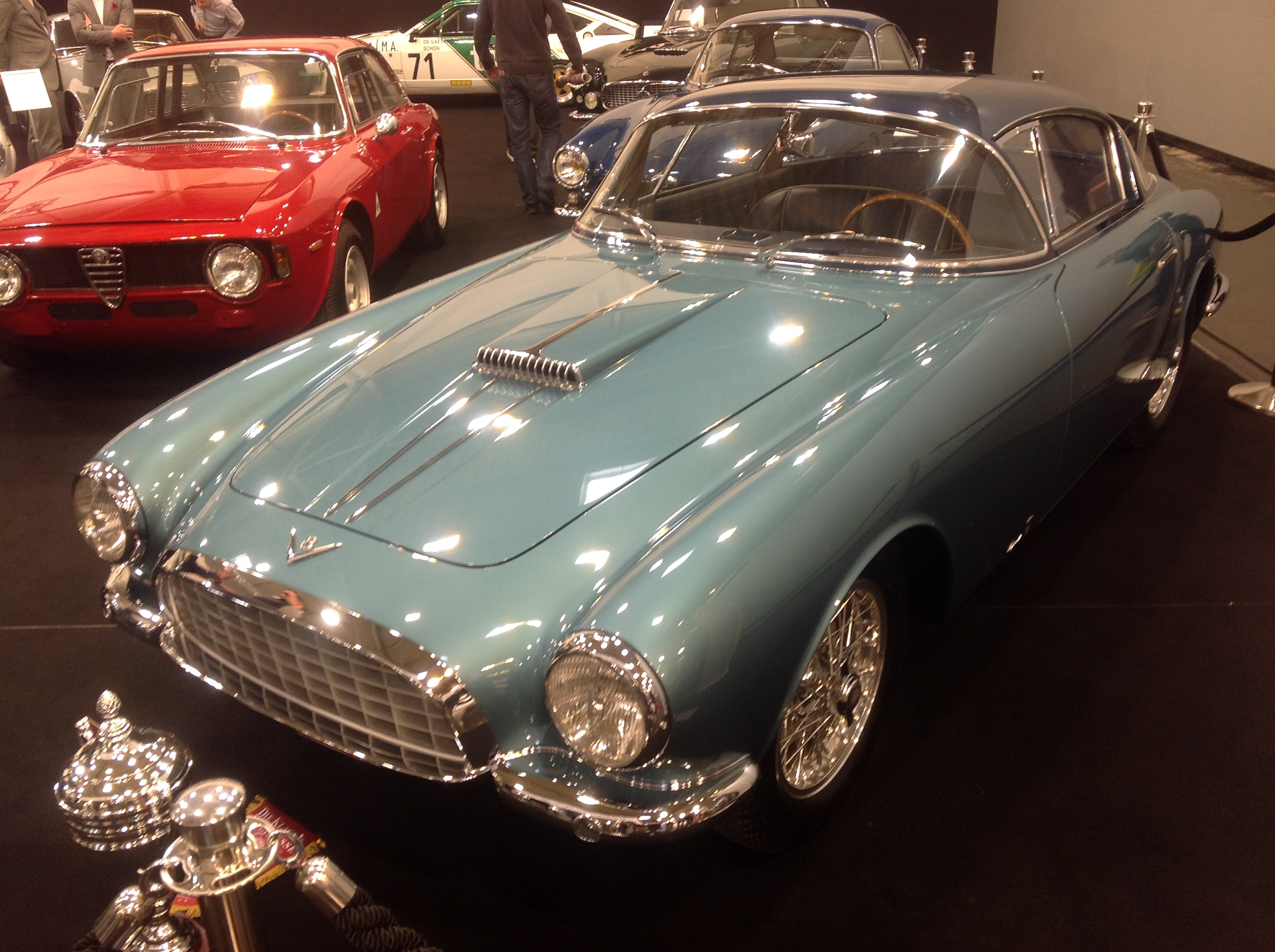
Fiat 8V Vignale
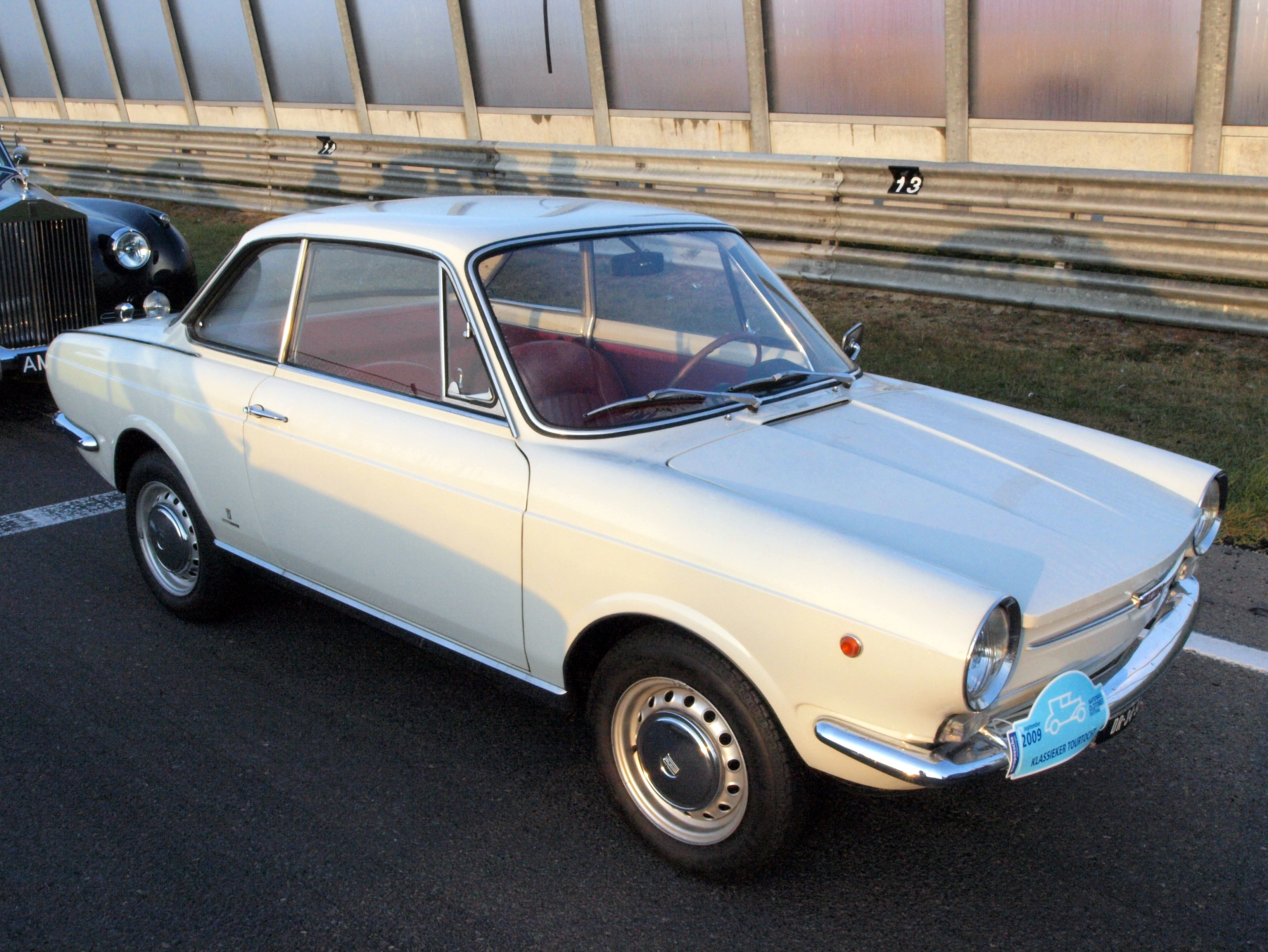
Fiat 850 Special
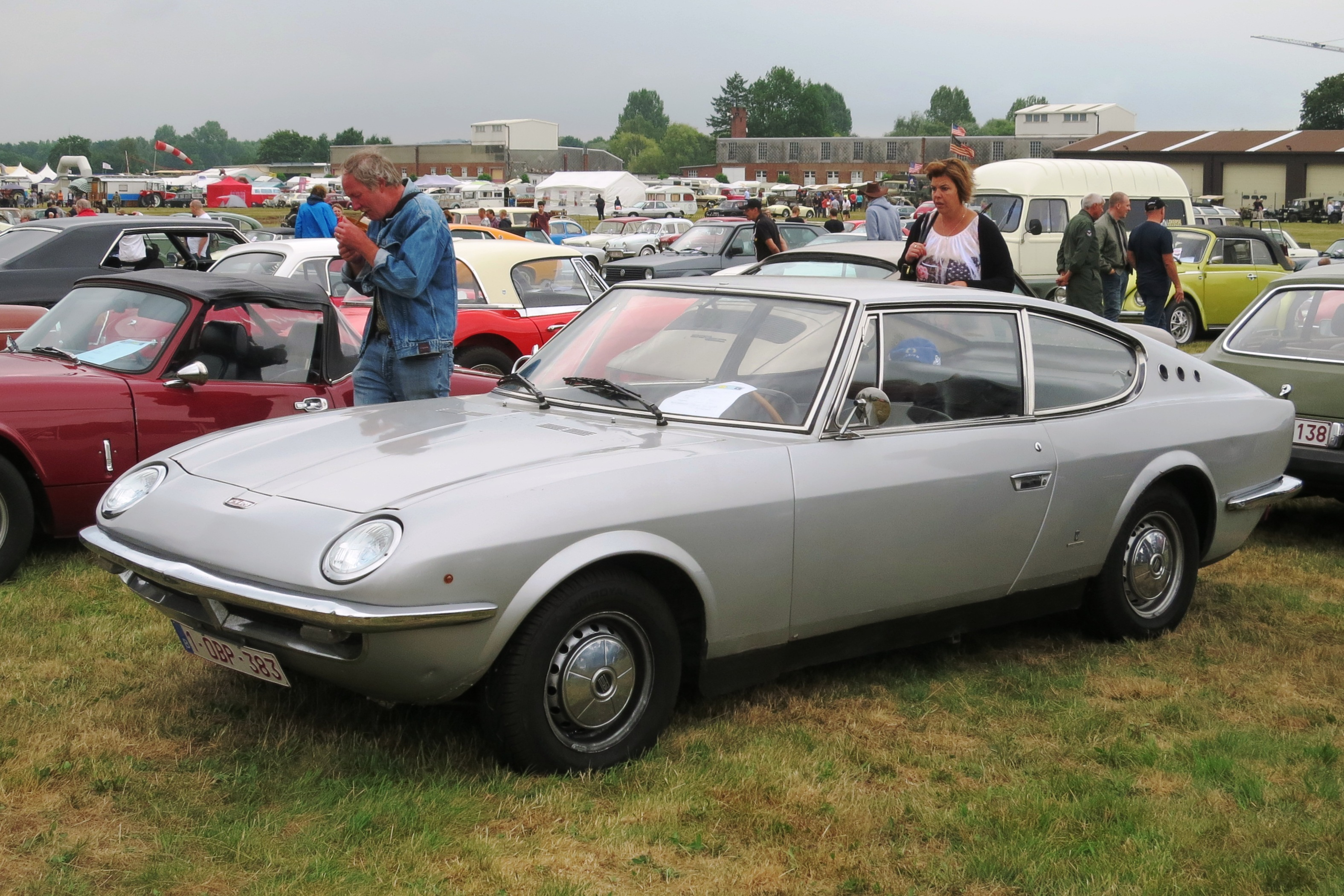
Fiat 125 Samantha
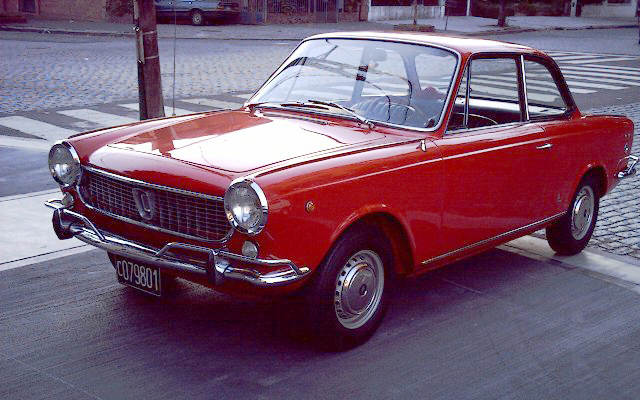
Fiat 1500 Coupé Argentina

## Artículo relacionado
- Carrozzeria Vignale